# Driftspartnerskaber
 Der er for få eller ingen kildehenvisninger i denne artikel, hvilket er et problem. Du kan hjælpe ved at angive troværdige kilder til de påstande, som fremføres i artiklen.

Et driftspartnerskaber er en samarbejdsform brugt i byggebranchen i forbindelse med små og mellemstore vedligeholdelsesarbejder.
Bygherre udbyder en flerårige kontraktsum (opgavemængde) og leverandører konkurrerer på samarbejdsevne og enhedspriser.
Der lægges vægt på, at alle parter deltager i planlægning af arbejderne: Brugere, Entreprenør og Rådgiver.
Aftaleformen er brugt første gang i 2004 af Københavns Kommune og bruges nu i flere kommuner i Danmark.
| Erhverv og erhvervsliv | Spire Denne artikel om erhverv, erhvervsliv og arbejdsmarked er en spire som bør udbygges. Du er velkommen til at hjælpe Wikipedia ved at udvide den. |